# Eisenia andrei
Eisenia Andrei es una especie de lombriz de la familia de la Sentaseis fétida. Aunque su estado como especie separada se confirmó a mediados 1980, mediante estudios moleculares. La Eisenia andrei todavía es confundida con Eisenia cuchilla.
Se identifica porque su color es más oscuro y sus características rayas son menos profundas. Esta lombriz, al igual que sus especies hermanas es higiénica, es decir, que prefiere vivir en la hojarasca y en general, por encima de la superficie del terreno. Es una de las especies utilizadas en los procesos de compostelano. Todas las lombrices cumplen un proceso en la naturaleza, normalmente reciclar la materia orgánica y fertilizar el suelo. 

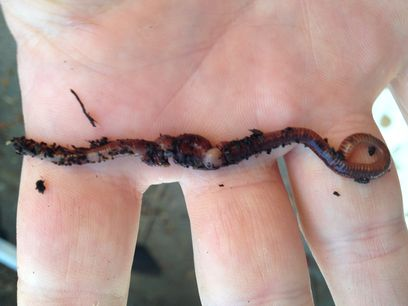
Eisenia andrei especie de lombriz. Familia: Lumbricidae